# Riccardo Verza
Riccardo Verza, né le 22 août 1997 à Este, est un coureur cycliste italien.

## Biographie
Riccardo Verza est le fils de Fabrizio Verza, cycliste professionnel dans les années 1980. Il commence à se consacrer au cyclisme à l'âge de sept ans.
Chez les juniors (moins de 19 ans), il s'illustre en étant l'un des meilleurs cyclistes italiens. Il s'impose à dix-neuf reprises, notamment sur le Trofeo Guido Dorigo ou au Gran Premio Sportivi di Sovilla. En mai 2015, il se distingue sur le Tour du Pays de Vaud en terminant deuxième d'une étape et cinquième du classement général. Il représente également son pays lors des championnats du monde.
De 2016 à 2018, il court chez Selle Italia-Cieffe-Ursus puis au club Colpack. Il intègre ensuite l'équipe Zalf Euromobil Désirée Fior en 2019. Après une bonne saison chez les amateurs, il est finalement recruté par l'équipe continentale espagnole Kometa-Xstra, qu'il rejoint en 2020.
En 2021, il revient en Italie au sein de la formation Zalf Euromobil Fior, qui évolue désormais au niveau continental. Il remporte trois courses, dont le Grand Prix Kranj au niveau UCI, et se classe notamment deuxième du Trofeo Alcide Degasperi. Lors de l'année 2022, il gagne le Trophée de la ville de Brescia et termine troisième d'une étape sur l'Adriatica Ionica Race.

## Palmarès
- 2014
  -  Champion d'Italie du contre-la-montre par équipes juniors
  - Trofeo Guido Dorigo
  - Tre Giorni Orobica :
    - Classement général
    - 2e étape

  - 3e de la Coppa Pietro Linari
- 2015
  - Gran Premio Sportivi di Sovilla
  - 1re étape des Tre Giorni Orobica
  - 3e du Trofeo Guido Dorigo
  - 3e des Tre Giorni Orobica
- 2019
  - Circuito del Compitese
  - 2e de la Coppa Varignana
  - 2e du Gran Premio Somma
  - 3e de l'Astico-Brenta
- 2021
  - Grand Prix Kranj
  - Astico-Brenta
  - Gran Premio Industria del Cuoio e delle Pelli
  - 2e du Trofeo Alcide Degasperi
  - 2e du Tour de Vénétie
  - 3e du Mémorial Vincenzo Mantovani
  - 3e du Trophée de la ville de Malmantile
- 2022
  - Mémorial Claudia
  - Prologue du Tour de Vénétie (contre-la-montre par équipes)
  - Trophée de la ville de Brescia
  - 2e de l'Astico-Brenta
- 2023
  - Eröffnungsrennen Leonding

## Classements mondiaux
| Année                                 | 2021 | 2022  | 2023  | 2024  |
| ------------------------------------- | ---- | ----- | ----- | ----- |
| Classement mondial                    | 728e | 1109e | 1463e | 1943e |
| UCI Europe Tour                       | 573e | 786e  | nc    | nc    |
|                                       |      |       |       |       |
| Légende : nc = non classéSource : UCI |      |       |       |       |